# Pallavolo agli XI Giochi panafricani - Torneo femminile
Il torneo femminile di pallavolo agli XI Giochi panafricani si è svolto dal 2 al 14 settembre 2015 a Brazzaville, nella Repubblica del Congo, durante gli XI Giochi panafricani: al torneo hanno partecipato dodici squadre nazionali africane e la vittoria è andata per la quarta volta al Kenya.

## Qualificazioni
Al torneo hanno partecipato: la nazionale del paese organizzatore e undici nazionali qualificate tramite i gironi di qualificazione.

## Impianti
|                                                                                       |  |  |
|                                                                                       |  |  |
| Gymnase Alphonse Massamba-Débat Città: Brazzaville Capienza: 3 000 Anno d'apertura: - |  |  |

## Regolamento

### Formula
Le squadre hanno disputato una prima fase a gironi con formula del girone all'italiana; al termine della prima fase le prime due classificate di ogni girone hanno acceduto alla fase finale strutturata in semifinali, finale per il terzo posto e finale.

### Criteri di classifica
Se il risultato finale è stato di 3-0 o 3-1 sono stati assegnati 3 punti alla squadra vincente e 0 a quella sconfitta, se il risultato finale è stato di 3-2 sono stati assegnati 2 punti alla squadra vincente e 1 a quella sconfitta.
L'ordine del posizionamento in classifica è stato definito in base a:
- Punti;
- Ratio dei set vinti/persi;
- Ratio dei punti realizzati/subiti.

## Squadre partecipanti
| Squadra        | Qualificazione                            | Ultima partecipazione |
| -------------- | ----------------------------------------- | --------------------- |
| Algeria        | 1ª al torneo di qualificazione (zona I)   | Maputo 2011           |
| Botswana       | 1ª al torneo di qualificazione (zona VI)  | Maputo 2011           |
| Camerun        | 1ª al torneo di qualificazione (zona IV)  | Maputo 2011           |
| Capo Verde     | 2ª al torneo di qualificazione (zona II)  | ?                     |
| Rep. del Congo | Paese organizzatore                       | ?                     |
| Egitto         | 2ª al torneo di qualificazione (zona V)   | Algeri 2007           |
| Ghana          | 2ª al torneo di qualificazione (zona III) | Algeri 2007           |
| Kenya          | 1ª al torneo di qualificazione (zona V)   | Maputo 2011           |
| Mozambico      | 2ª al torneo di qualificazione (zona VI)  | Maputo 2011           |
| Nigeria        | 1ª al torneo di qualificazione (zona III) | Maputo 2011           |
| Senegal        | 1ª al torneo di qualificazione (zona II)  | Maputo 2011           |
| Seychelles     | 1ª al torneo di qualificazione (zona VII) | Maputo 2011           |

## Torneo

### Fase a gironi
| Girone A       | Girone B   |
| -------------- | ---------- |
| Botswana       | Algeria    |
| Rep. del Congo | Camerun    |
| Egitto         | Capo Verde |
| Ghana          | Kenya      |
| Senegal        | Mozambico  |
| Seychelles     | Nigeria    |

#### Girone A

##### Risultati
| 2 settembre 2015 Gymnase Massamba-Débat, Brazzaville Durata: 1h:20 - Spettatori: 400 | Ghana          | 3 - 0 | Rep. del Congo | 25-11, 25-20, 25-21               |
| 3 settembre 2015 Gymnase Massamba-Débat, Brazzaville Durata: 2h:11 - Spettatori: 400 | Senegal        | 2 - 3 | Seychelles     | 17-25, 19-25, 25-23, 25-22, 16-18 |
| 3 settembre 2015 Gymnase Massamba-Débat, Brazzaville Durata: 1h:29 - Spettatori: 600 | Egitto         | 3 - 0 | Botswana       | 32-30, 25-18, 25-19               |
| 5 settembre 2015 Gymnase Massamba-Débat, Brazzaville Durata: 0h:58 - Spettatori: 500 | Egitto         | 3 - 0 | Rep. del Congo | 25-9, 25-6, 25-6                  |
| 5 settembre 2015 Gymnase Massamba-Débat, Brazzaville Durata: 1h:47 - Spettatori: 800 | Senegal        | 3 - 1 | Ghana          | 25-16, 18-25, 25-21, 25-23        |
| 5 settembre 2015 Gymnase Massamba-Débat, Brazzaville Durata: 2h:10 - Spettatori: 400 | Botswana       | 1 - 3 | Seychelles     | 16-25, 21-25, 25-21, 23-25        |
| 7 settembre 2015 Gymnase Massamba-Débat, Brazzaville Durata: 1h:17 - Spettatori: 320 | Botswana       | 3 - 0 | Rep. del Congo | 25-22, 25-16, 25-19               |
| 7 settembre 2015 Gymnase Massamba-Débat, Brazzaville Durata: 1h:44 - Spettatori: 240 | Ghana          | 1 - 3 | Seychelles     | 26-24, 14-25, 14-25, 17-25        |
| 7 settembre 2015 Gymnase Massamba-Débat, Brazzaville Durata: 1h:26 - Spettatori: 230 | Egitto         | 3 - 0 | Senegal        | 25-15, 25-16, 25-16               |
| 9 settembre 2015 Gymnase Massamba-Débat, Brazzaville Durata: 2h:13 - Spettatori: 400 | Senegal        | 2 - 3 | Botswana       | 17-25, 25-20, 21-25, 25-23, 15-17 |
| 9 settembre 2015 Gymnase Massamba-Débat, Brazzaville Durata: 1h:14 - Spettatori: 400 | Egitto         | 3 - 0 | Ghana          | 25-21, 25-17, 25-15               |
| 9 settembre 2015 Gymnase Massamba-Débat, Brazzaville Durata: 1h:06 - Spettatori: 600 | Rep. del Congo | 0 - 3 | Seychelles     | 6-25, 13-25, 13-25                |
| 11 settembre 2015 Gymnase Massamba-Débat, Brazzaville Durata: ? - Spettatori: ?      | Egitto         | 3 - 0 | Seychelles     | 25-18, 25-23, 25-16               |
| 11 settembre 2015 Gymnase Massamba-Débat, Brazzaville Durata: ? - Spettatori: ?      | Botswana       | 3 - 0 | Ghana          | 25-22, 27-25, 25-17               |
| 11 settembre 2015 Gymnase Massamba-Débat, Brazzaville Durata: ? - Spettatori: ?      | Senegal        | 3 - 0 | Rep. del Congo | 25-19, 25-13, 25-14               |

##### Classifica
| Pos | Squadra        | Pt | G | V | P | SV | SP | Ratio | PF  | PS  | Ratio |
| --- | -------------- | -- | - | - | - | -- | -- | ----- | --- | --- | ----- |
| 1   | Egitto         | 15 | 5 | 5 | 0 | 15 | 0  | MAX   | 382 | 245 | 1.559 |
| 2   | Seychelles     | 11 | 5 | 4 | 1 | 12 | 7  | 1.714 | 440 | 365 | 1.205 |
| 3   | Botswana       | 7  | 5 | 3 | 2 | 10 | 8  | 1.250 | 414 | 399 | 1.037 |
| 4   | Senegal        | 7  | 5 | 2 | 3 | 10 | 10 | 1.000 | 420 | 429 | 0.979 |
| 5   | Ghana          | 3  | 5 | 1 | 4 | 5  | 12 | 0.416 | 345 | 396 | 0.871 |
| 6   | Rep. del Congo | 0  | 5 | 0 | 5 | 0  | 15 | 0.000 | 208 | 375 | 0.554 |

#### Girone B

##### Risultati
| 2 settembre 2015 Gymnase Massamba-Débat, Brazzaville Durata: 1h:21 - Spettatori: 350 | Nigeria   | 3 - 0 | Mozambico  | 25-19, 25-21, 25-21              |
| 2 settembre 2015 Gymnase Massamba-Débat, Brazzaville Durata: 2h:10 - Spettatori: 500 | Kenya     | 3 - 1 | Algeria    | 23-25, 25-19, 25-15, 25-23       |
| 3 settembre 2015 Gymnase Massamba-Débat, Brazzaville Durata: 1h:13 - Spettatori: 300 | Camerun   | 3 - 0 | Capo Verde | 25-18, 25-11, 25-12              |
| 6 settembre 2015 Gymnase Massamba-Débat, Brazzaville Durata: 2h:38 - Spettatori: 520 | Kenya     | 2 - 3 | Camerun    | 27-25, 25-21, 15-25, 19-25, 9-15 |
| 6 settembre 2015 Gymnase Massamba-Débat, Brazzaville Durata: 2h:15 - Spettatori: 400 | Mozambico | 2 - 3 | Capo Verde | 25-27, 25-16, 23-25, 26-24, 6-15 |
| 6 settembre 2015 Gymnase Massamba-Débat, Brazzaville Durata: 1h:46 - Spettatori: 150 | Algeria   | 3 - 1 | Nigeria    | 21-25, 25-12, 25-13, 25-15       |
| 8 settembre 2015 Gymnase Massamba-Débat, Brazzaville Durata: ? - Spettatori: ?       | Kenya     | 3 - 0 | Nigeria    | 25-16, 25-17, 25-19              |
| 8 settembre 2015 Gymnase Massamba-Débat, Brazzaville Durata: ? - Spettatori: ?       | Algeria   | 3 - 0 | Capo Verde | 25-13, 25-19, 25-11              |
| 8 settembre 2015 Gymnase Massamba-Débat, Brazzaville Durata: ? - Spettatori: ?       | Camerun   | 3 - 0 | Mozambico  | 25-9, 25-11, 25-10               |
| 10 settembre 2015 Gymnase Massamba-Débat, Brazzaville Durata: ? - Spettatori: ?      | Kenya     | 3 - 0 | Mozambico  | 25-12, 25-13, 25-15              |
| 10 settembre 2015 Gymnase Massamba-Débat, Brazzaville Durata: ? - Spettatori: ?      | Algeria   | 0 - 3 | Camerun    | 19-25, 15-25, 20-25              |
| 10 settembre 2015 Gymnase Massamba-Débat, Brazzaville Durata: ? - Spettatori: ?      | Nigeria   | 3 - 1 | Capo Verde | 25-19, 16-25, 25-21, 25-16       |
| 12 settembre 2015 Gymnase Massamba-Débat, Brazzaville Durata: ? - Spettatori: ?      | Kenya     | 3 - 0 | Capo Verde | 25-13, 25-14, 27-25              |
| 12 settembre 2015 Gymnase Massamba-Débat, Brazzaville Durata: ? - Spettatori: ?      | Nigeria   | 0 - 3 | Camerun    | 15-25, 19-25, 20-25              |
| 12 settembre 2015 Gymnase Massamba-Débat, Brazzaville Durata: ? - Spettatori: ?      | Algeria   | 3 - 0 | Mozambico  | 25-16, 25-19, 25-11              |

##### Classifica
| Pos | Squadra    | Pt | G | V | P | SV | SP | Ratio | PF  | PS  | Ratio |
| --- | ---------- | -- | - | - | - | -- | -- | ----- | --- | --- | ----- |
| 1   | Camerun    | 14 | 5 | 5 | 0 | 15 | 2  | 7.500 | 411 | 274 | 1.500 |
| 2   | Kenya      | 13 | 5 | 4 | 1 | 14 | 4  | 3.500 | 420 | 337 | 1.246 |
| 3   | Algeria    | 9  | 5 | 3 | 2 | 10 | 7  | 1.428 | 382 | 327 | 1.168 |
| 4   | Nigeria    | 6  | 5 | 2 | 3 | 7  | 12 | 0.583 | 337 | 388 | 0.868 |
| 5   | Capo Verde | 2  | 5 | 1 | 4 | 4  | 14 | 0.285 | 324 | 423 | 0.765 |
| 6   | Mozambico  | 1  | 5 | 0 | 5 | 2  | 15 | 0.133 | 282 | 407 | 0.692 |

### Fase finale
|  | Semifinali | Semifinali | Semifinali |       |         | Finale 1º/2º posto | Finale 1º/2º posto | Finale 1º/2º posto |  |
|  |            |            |            |       |         |                    |                    |                    |  |
|  | Camerun    | Camerun    | 3          |       |         |                    |                    |                    |  |
|  | Camerun    | Camerun    | 3          |       |         |                    |                    |                    |  |
|  | Seychelles | Seychelles | 0          |       |         |                    |                    |                    |  |
|  | Seychelles | Seychelles | 0          |       | Camerun | Camerun            | 1                  |                    |  |
|  |            |            |            |       | Camerun | Camerun            | 1                  |                    |  |
|  |            |            | Kenya      | Kenya | 3       |                    |                    |                    |  |
|  | Egitto     | Egitto     | Kenya      | Kenya | 3       | 2                  |                    |                    |  |
|  | Egitto     | Egitto     |            |       |         | 2                  |                    |                    |  |
|  | Kenya      | Kenya      | 3          |       |         | Finale 3º/4º posto | Finale 3º/4º posto | Finale 3º/4º posto |  |
|  | Kenya      | Kenya      | 3          |       |         |                    |                    |                    |  |
|  |            |            |            |       |         |                    |                    |                    |  |
|  |            |            |            |       |         | Seychelles         | Seychelles         | 0                  |  |
|  |            |            |            |       |         | Seychelles         | Seychelles         | 0                  |  |
|  |            |            |            |       |         | Egitto             | Egitto             | 3                  |  |

#### Semifinali
| 13 settembre 2015 Gymnase Massamba-Débat, Brazzaville Durata: ? - Spettatori:?  | Camerun | 3 - 0 | Seychelles | 25-21, 25-22, 25-23               |
| 13 settembre 2015 Gymnase Massamba-Débat, Brazzaville Durata: ? - Spettatori: ? | Egitto  | 2 - 3 | Kenya      | 21-25, 26-24, 26-24, 14-25, 11-15 |

#### Finale 3º posto
| 14 settembre 2015 Gymnase Massamba-Débat, Brazzaville Durata: ? - Spettatori: ? | Seychelles | 0 - 3 | Egitto | 17-25, 6-25, 15-25 |

#### Finale
| 14 settembre 2015 Gymnase Massamba-Débat, Brazzaville Durata: ? - Spettatori: ? | Camerun | 1 - 3 | Kenya | 25-15, 14-25, 15-25, 19-25 |

## Classifica finale
| Pos | Squadra        |
| --- | -------------- |
|     | Kenya          |
|     | Camerun        |
|     | Egitto         |
| 4   | Seychelles     |
| 5   | Algeria        |
| 6   | Botswana       |
| 7   | Senegal        |
| 8   | Nigeria        |
| 9   | Ghana          |
| 10  | Capo Verde     |
| 11  | Mozambico      |
| 12  | Rep. del Congo |